# Mádl Ferenc
Mádl Ferenc (Bánd, 1931. január 29. – Budapest, 2011. május 29.) Széchenyi-díjas magyar jogtudós, egyetemi tanár, a Magyar Tudományos Akadémia rendes tagja. A nemzetközi gazdasági és összehasonlító magánjog neves kutatója. 1990 és 1993 között tárca nélküli miniszter, 1993 és 1994 között művelődési és közoktatási miniszter. 2000-től 2005-ig a Magyar Köztársaság elnöke.

## Életpályája
Bánd és Szentkirályszabadja elemi iskolája után, középiskolában, 1943–1951 között, a Veszprémi Piarista Gimnáziumban (később Állami, jelenleg Lovassy László Gimnázium) tanult. 1951-ben vették fel a Pécsi Tudományegyetemre, majd 1953-ban átkerült az Eötvös Loránd Tudományegyetem Állam- és Jogtudományi Karára, ahol 1955-ben szerzett jogi diplomát. 1961 és 1963 között a Strasbourgi Egyetem Nemzetközi Összehasonlító Jogi Karán vett részt posztgraduális képzésen.
Diplomájának megszerzése után bírósági fogalmazó, majd bírósági titkár volt. 1956-ban a Magyar Tudományos Akadémia Hivatalának állam- és jogtudományi referense lett, később osztályvezetői minőségben dolgozott ott 1971-ig, majd 1980-ig a Magyar Tudományos Akadémia Állam- és Jogtudományi Intézetének főmunkatársa volt.
Akadémiai állása mellett 1971-től az Eötvös Loránd Tudományegyetem polgári jogi és nemzetközi magánjogi tanszékének oktatója volt, kezdetben docensi minőségben. 1973-ban kapta meg egyetemi tanári kinevezését. 1978-ban az egyetem Civilisztikai Tudományok Intézetének igazgatójává, emellett 1985-ben a nemzetközi magánjogi tanszék vezetőjévé nevezték ki. Számos külföldi egyetemen volt vendégprofesszor: Kaliforniai Egyetem, Berkeley (1967, 1979), Strasbourgi Egyetem (1968, 1970), McGeorge Jogi Egyetem, Sacramento (1979), Lajos–Miksa Egyetem, München (1995).
1964-ben védte meg az állam és jogtudományok kandidátusi, 1974-ben akadémiai doktori értekezését. Akadémiai doktori disszertációjának témája: „A vállalat és a gazdasági verseny az európai gazdasági integráció jogában”. 1977-ben lett tagja az MTA Állam- és Jogtudományi Bizottságának. 1984-ben a Tudományos Minősítő Bizottság titkárává nevezték ki, amely tisztségét a TMB 1990-es megszűnéséig viselt. Közben 1987-ben megválasztották a Magyar Tudományos Akadémia levelező, 1993-ban rendes tagjává. 1985-ben a Harvard Nemzetközi Kereskedelmi Jogi Akadémia, 1988-ban az Európai Akadémia, 1989-ben az Európai Tudományos és Művészeti Akadémia is felvette tagjai sorába. 1999-től a Szent István Akadémia tagja volt.
Az Állam és Jogtudomány, az Acta Juridica és a hamburgi Nemzetközi Összehasonlító Jogi Enciklopédia szerkesztőbizottságába is bekerült. Húsz szakkönyvet és több mint kétszáz tanulmányt publikált magyarul és idegen nyelveken. 1999. március 15-én Széchenyi-díjat kapott az európai jog, a nemzetközi magánjog és a nemzetközi kereskedelmi jog területén kifejtett, nemzetközileg elismert tudományos munkásságáért, iskolateremtő egyetemi oktatói, valamint tudományszervezői tevékenységéért.
2011. május 29-én hunyt el. 2011. június 7-én a Fiumei úti Nemzeti Sírkertben (28-as parcella 0 szakasz, 1. sor, 40. sírhely) helyezték örök nyugalomra.

### Közéleti pályafutása
1988-ban a magánjog egységesítését szolgáló római nemzetközi intézet kormányzótanácsának tagja, 1989-ben az államok és a külföldi beruházások washingtoni nemzetközi választottbíróságának bírája lett.
Hazai közéleti szerepe a rendszerváltás után lett, amikor az Antall-kormányban kinevezték Európa-ügyi és a tudománypolitikáért (ezáltal az MTA felügyeletéért) felelős tárca nélküli miniszterré 1990. május 23-ai hatállyal. Miniszteri tisztségét 1993. február 22-éig viselte, amikor művelődési és közoktatási miniszterré nevezték ki. Tisztségét a Boross-kormányban is megtartotta. Eközben 1990 júliusától 1994-ig a kormány mellett működő Tudománypolitikai Kollégium elnöke volt. Miniszteri munkássága alatt fontos szerepet játszott a hazai oktatásügy és tudományos kutatás új, korszerű kereteinek, valamint törvényi szabályozásának kialakításában. Emellett privatizációs miniszterként 1990 és 1991 között az Állami Vagyonügynökség (ÁVÜ) igazgatótanácsának elnöki tisztét töltötte be.
1995-ben az akkori ellenzéki pártok többsége (Fidesz, MDF, KDNP) Mádl Ferencet jelölte köztársasági elnökjelöltnek, az Országgyűlés azonban a kormányoldal (MSZP, SZDSZ) jelöltjét, Göncz Árpádot választotta újra államfőnek. Jelölése az ellenzék jelöltállító szerepét volt hivatott jelezni.
1996 és 2000 között a konzervatív Magyar Polgári Együttműködés Egyesület elnökeként tevékenykedett, emellett 1999 és 2000 között az Orbán-kormány tudományos tanácsadó testületének tagja volt.
2000-ben az akkori koalíciós megállapodás szerint az FKgP volt jogosult a kormánypártok nevében köztársasági elnököt jelölni. A párt Mádl Ferencet jelölte. Június 6-án az Országgyűlés megválasztotta Göncz Árpád utódjaként köztársasági elnökké a harmadik fordulóban. Ekkor távozott minden addigi munkahelyéről. 2005-ben bejelentette, hogy nem vállal még egy elnöki ciklust. 2005. augusztus 5-én adta át hivatalát utódjának, Sólyom Lászlónak. Visszavonulása után emeritálta és díszdoktori címet adományozott neki az ELTE.

## Tudományos munkássága
Fő kutatási területei a nemzetközi gazdasági jog, az Európa-jog és a nemzetközi összehasonlító magánjog. Kutatásai során a deliktuális felelősség jogi rendjét a társadalmi fejlődés szemszögéből mutatta be. Kimunkálta a nemzetközi gazdasági kapcsolatok jogának elméletét. Megszervezte az említett diszciplínák oktatási és kutatási tanszéki feltételeit. Elősegítette az európai integráció, illetve Magyarország EU-s csatlakozásának jogi keretét és feltételeit, elsősorban a jogharmonizáció területén. Ehhez feldolgozta és bemutatta könyveiben az európai integráció jogi rendjének több intézményét.
A nemzetközi összehasonlító (komparatív) magánjog területén fejtett ki komolyabb tudománypolitikai, illetve -szervezési tevékenységet. Különböző tudományos fórumokon és társaságokon keresztül ösztönözte a kelet–nyugati jog-összehasonlítás kiterjesztését és tudományosabb alapokra történő helyezését.

## Családja

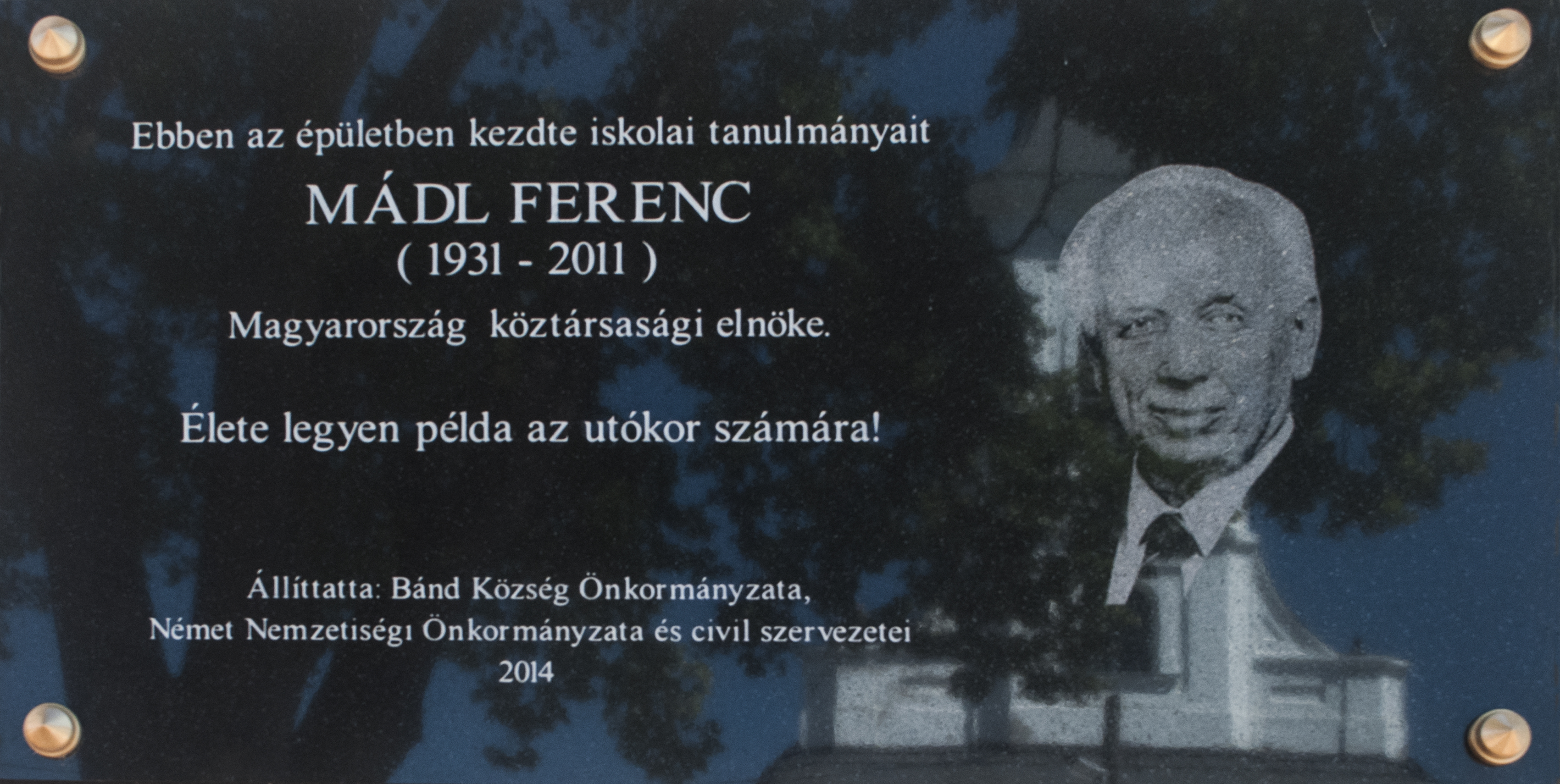
Mádl Ferenc emléktáblája szülőfaluja, Bánd központjában

Mindkét nagyapja megjárta Amerikát és a kint szerzett keresményükből földet vettek. Szülei előbb néhány hold földön gazdálkodtak, majd béreltek még hozzá egészen a téeszesítésig. Édesapja földműves létére filozófiai mélységű könyveket olvasott, több hangszeren játszott. A Herendi Porcelángyárból ment végül nyugdíjba.
Hatan voltak testvérek, szűkös soruk dacára szüleik segítségével valamennyien egyetemet végeztek: két testvére jogi egyetemet, egy közgazdasági egyetemet, kettő bölcsészettudományi egyetemet végzett.
Felesége Némethy Dalma volt. Egy fia és három unokája született. Másod-unokatestvére Mádl Antal irodalomtörténész, egyetemi tanár.
Egyik lánytestvérének (Teréz) férje Erőss Pál bíró és népszerű televíziós személyiség volt. Keresztfia Magyar Péter a Tisztelet és Szabadság párt elnöke.

## Díjai, elismerései
- Akadémiai Díj (1968)
- Kölcsey-emlékplakett (1994)
- Széchenyi-díj (1999)
- Becsületrend (1999)
- Magyar Örökség díj (2000)
- A Magyar Köztársasági Érdemrend nagykeresztje (2000) „A Magyar Köztársaság elnöke élethosszig tulajdonosa a Magyar Köztársasági Érdemrend nagykeresztjének.” (Ez az 1991 és 2000 közötti időszakra vonatkozik.)[8]
- A Magyar Köztársasági Érdemrend nagykeresztje a lánccal (2001) „Magyarország köztársasági elnöke a Magyar Szent István Rend és a Magyar Érdemrend nagykereszt a nyaklánccal és az arany sugaras csillaggal fokozatának kitüntetettje.”[9]
- Szent Olaf-rend (2002)[10]
- Románia Csillagrendje (2002)
- Jean Monnet Alapítvány Európáért Aranyérem (2002)
- Pro Universitate et Scientia (2003, Magyar Professzorok Világtanácsa)
- Kósa Pál emlékérem (2005, 56-os Szövetség)
- Jeruzsálemért Érdemrend (2006)
- Bánd község díszpolgára (2008)[11]
- Budapest díszpolgára (2011)
- a Pécsi Tudományegyetem, a párizsi, a heidelbergi, a müncheni, a nápolyi, a varsói, a tallinni és az athéni egyetem díszdoktora

## Emlékezete

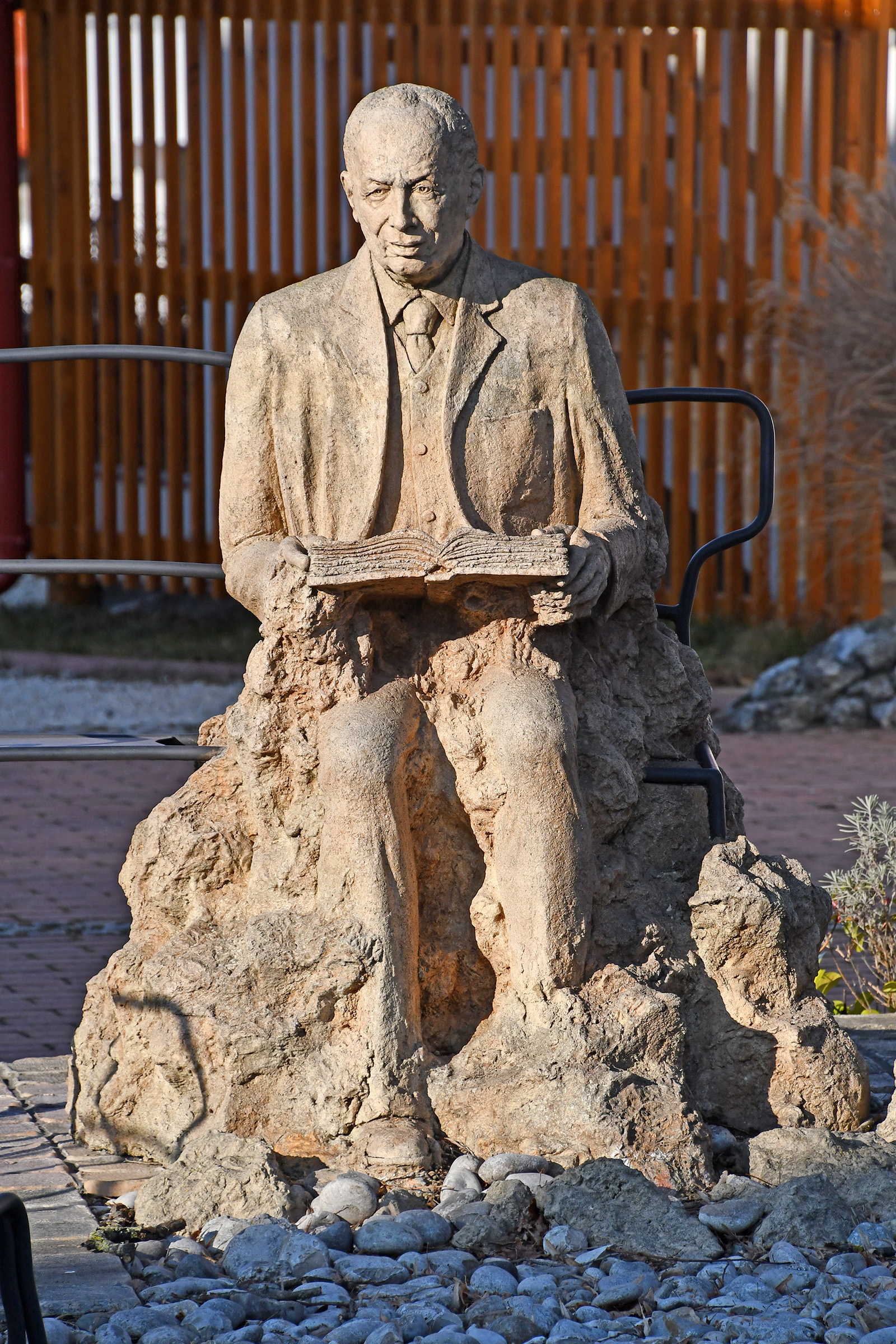
Mádl Ferenc szobra Bánd központjában

- A Veszprém megyei Bándon 2016. július 31-én szobrot avattak a tiszteletére (Gácsi Barna alkotása).[12]
- Az előbbitől néhány méterre, a község iskolaépületének falán már 2014-ben emléktáblát állítottak arra emlékezve, hogy azon a helyen kezdte meg az iskolai tanulmányait.
- Összehasonlító jogi munkásságának emléket állítva viseli nevét a Mádl Ferenc Összehasonlító Jogi Intézet.
- Életrajza 2023-ban jelent meg a Mádl Ferenc Intézet kiadásában. Fiatalkori írásai 2024-ben láttak napvilágot a Mádl Ferenc Intézet gondozásában (Az ismeretlen Mádl Ferenc. Írások tőle és róla).

## Főbb publikációi
- A deliktuális felelősség a társadalom és a jog fejlődésének történetében; Akadémiai, Bp., 1964
- Külkereskedelmi monopólium, nemzetközi magánjog; Közgazdasági és Jogi, Bp., 1966  (angolul is)
- Juristische Fragen der Entwicklung einer wirtschaftlichen Integration in den Comecon-Ländern; Enke, Stuttgart, 1971 (Abhandlungen aus dem gesamten bürgerlichen Recht, Handelsrecht und Wirtschaftsrecht)
- Az Európai Gazdasági Közösség joga a vállalatok, beruházások, a tőkepiac, a gazdasági verseny és az állam gazdasági szerepének integrációs szabályozásában; Akadémiai, Bp., 1974
- Összehasonlító nemzetközi magánjog, a nemzetközi gazdasági kapcsolatok joga. Az elméleti alapokhoz és a gyakorlathoz; Közgazdasági és Jogi, Bp., 1978
- The law of international transactions; angolra ford. Decsényi József; Akadémiai, Bp., 1982
- Bán Chrysta–Mádl Ferenc: A külgazdaság jogi alapintézményeinek fejlődése. Külkereskedelmi monopolium; ELTE Jogi Továbbképző Intézet, Bp., 1984
- A külgazdaság és a nemzetközi beruházások joga  a szocialista országokban (1988)
- Király Miklós–Mádl Ferenc: A külföldi beruházások jogi védelme; ELTE, Bp., 1989
- Az európai örökség útjain. Beszédek, előadások, tanulmányok, interjúk 1990–1994; Athenaeum, Bp., 1995
- Állam és gazdaság. Forradalom a jog útján a közép- és kelet-európai országokban / State and Economy in Transformation; angolra ford. Burián László; Akadémiai, Bp., 1997
- EU Integration Process – Enlargement and Institutional Reforms (1997)
- Magyar nemzetközi magánjog és a nemzetközi gazdasági kapcsolatok joga (Vékás Lajossal, 1985–2004, 8 kiadás)
- Állam és gazdaság – Forradalom a jog útján a közép- és kelet-európai országokban (1997)
- Quo vadis Europa? A magyar államfő Európában / The Hungarian head of state in Europe; szerk. Király Miklós; ELTE ÁJTK European Center of Excellence, Bp., 2004
- Europa wächst zusammen. Ungarns Beitrag. Stuttgarter Reden zu Europa mit Ferenc Mádl, Präsident der Republik Ungarn am 5. Mai 2004 in Stuttgart; szerk. Christoph-E. Palmer; Staatsministerium Baden-Württemberg, Stuttgart, 2004 (Europaschriften des Staatsministeriums Baden-Württemberg)
- Mádl Ferenc–Vékás Lajos: Nemzetközi magánjog és nemzetközi gazdasági kapcsolatok joga; 9. átdolg. kiad.; ELTE Eötvös, Bp., 2018 (ELTE jogi kari tankönyvek)